# Lázeňský pavilón Radhošť
Lázeňský pavilon Radhošť je samostatně stojící vila s bohatě zdobenou fasádou, situovaná v Luhačovicích. 

## Historie
Vila byla vybudována na počátku 20. století. Od roku 1992 je kulturní památkou.
Objekt byl původně lázeňským pavilonem, nicméně v současné době slouží jako bytový dům.

## Architektura
Jedná se o samostatně stojící trojpodlažní dům na obdélníkovém půdorysu se sedlovou střechou. Secesní fasáda je horizontálně členěna různými druhy průběžných říms. Nejvýraznějším prvkem fasády je na sever orientovaný nárožní arkýř nesený atlantem. Zatímco první patro arkýře je zdobeny pilastry s maskaronovou patkou a volutovou hlavicí, ve druhém patře jsou pilastry kanelované. Zajímavá je také různorodost oken v průčelní fasádě: v přízemí jsou okna se segmentovou klenbou a archivoltou, v prvním patře jsou klenutá půlkruhově a doplněna klenákem ve vrcholu oblouku a pilastry s rozvilinovou hlavicí po stranách, ve třetím patře pak najdeme trojdílná obdélná okna s bohatě zdobenou nadokenní římsou. Na skoseném nároží protilehlém k arkýři se uplatňuje motiv kamenných kvádrů, v patrech je pak vždy po jednom jednodílném okně. Pod trojúhelníkovým volutovým štítem uliční fasády je ve vlysu reliéfní nápis RADHOŠŤ. 
Vstup do objektu je veden z boční fasády. Ta je zdůrazněna dvoupatrovým arkádový rizalitem. K němu je pak připojen další arkýř s cibulovou střechou, krytou barevnou keramickou glazovanou krytinou, a s korouhvičkou na báni – ta tvoří výškově dominantní prvek celého domu. Boční a zadní fasády jsou obecně méně zdobné než fasáda uliční, dekorovaná mnoha štukovými prvky. Uplatnuje se zda vlastně jen rýhování v přízemí, jinak je omítka téměř hladká.
Některé prvky interiéru jsou původní. Dochovalo se například pískovcové schodiště se secesním kovaným zábradlím nebo stropní zrcadla v místnostech.